# Escritório de Controle de Ativos Estrangeiros
O Escritório de Controle de Ativos Estrangeiros (em inglês:  Office of Foreign Assets Control, OFAC) é uma agência de inteligência e aplicação financeira do Departamento do Tesouro dos Estados Unidos.
Estão sujeitas às políticas da OFAC todo cidadão norte-americano, nacional ou nacionalizado, independente de onde esteja localizado, todas as pessoas e entidades instaladas nos Estados Unidos e toda empresa incorporada por empresas norte-americanas e suas filiais no exterior, subsidiárias estrangeiras pertencentes ou controladas pelos Estados Unidos.
O OFAC foi criado formalmente em dezembro de 1950, após a entrada da China na Guerra da Coréia, quando o presidente Harry S. Truman declarou uma emergência nacional e bloqueou todos os ativos chineses e norte-coreanos sujeitos à jurisdição dos EUA.